# Nysj
Nysj (ryska: Ныш) är en ort i Sachalin oblast i Ryssland. Den är belägen vid floden Tym, 40 kilometer söder om Nogliki. Nysj ligger under Noglikis administration och har cirka 500 invånare.
En järnvägstunnel planeras mellan fastlandet och Sachalin. Om planerna blir verklighet kommer Nysj att bli en knutpunkt för den nya järnvägslinjen.